# Gulryggig vidafink
Gulryggig vidafink (Euplectes macroura) är en afrikansk fågel i familjen vävare inom ordningen tättingar.

## Utseende och läte
Häckande hane gulryggig vidafink är en omisskännlig långstjärtad fågel i svart och gult. Fjäderdräkten varierar geografiskt, där vissa fåglar kan ha helt gul rygg och andra gult bara på skuldrorna. Honan och hanen utanför häckningstid är bruna och streckade, hanen dock även i denna dräkt med gult på skuldrorna. Sången består av en serie hårda "zhet" som hanen ofta avger i en spelflykt.

## Utbredning och systematik
Gulryggig vidafink delas in i tre underarter med följande utbredning:
- Euplectes macroura macrocercus – förekommer i höglandet i Etiopien, Uganda och västra Kenya
- macroura/conradsi-gruppen
  - Euplectes macroura macroura – förekommer från södra Senegal till Liberia österut till södra Sudan och Sydsudan samt söderut till centrala Angola, Zambia, östra Zimbabwe, västra Moçambique och Malawi
  - Euplectes macroura conradsi – förekommer i nordvästra Tanzania (Ukerewe Island i Victoriasjön)

Tillfälligt har den setts i Mali. Fågeln har även observerats i Spanien, Portugal och Kanarieöarna, men det anses osannolikt att den nått dit på naturlig väg. Den behandlas som monotypisk

## Levnadssätt
Gulryggig vidafink hittas i en rad olika öppna miljöer, som jordbruksbygd, fuktiga gräsmarker, våtmarker och hyggen.

## Status och hot
Arten har ett stort utbredningsområde och en stor population med stabil utveckling och tros inte vara utsatt för något substantiellt hot. Utifrån dessa kriterier kategoriserar internationella naturvårdsunionen IUCN arten som livskraftig (LC). Världspopulationen har inte uppskattats men den beskrivs som vanlig.